# 凤城街道 (清远市)
凤城街道，是中华人民共和国广东省清远市清城区下辖的一个乡镇级行政单位。2020年人口178865人。

## 行政区划
凤城街道下辖以下地区：
高基里社区、鹤堂社区、竹仔园社区、花厅社区、麦围社区、凤宇社区、大观社区、天湖社区、向群社区、朝阳社区、西门社区、东门社区、武安社区、龙船塘社区、凤桂园社区、沿江社区、石狮社区、后街社区、西湖社区、西门塘社区、麻寺田社区、城西社区、古城社区、清郊社区、沙田社区和田龙社区。